# Злобница
Злобница (шп. La usurpadora) мексичка је теленовела, продукцијске куће Телевиса, снимана 1998.
У Србији је приказивана током 1998. и 1999. на телевизији Пинк. Серија је репризно емитована од 1. октобра 2018. године до 22. фебруара 2019. године на Наша ТВ Балкан. Такође се емитовала на РТВ Стара Пазова.

## Синопсис
Паола Брачо уображена, бестидна, и себична жена, удата је за Карлоса Данијелa Брачо, банкротираног предузетника који је заслепљен њеном лепотом. Иако га вара са многим мушкарцима, он то не види или не жели себи да призна. На једном од својих дугих путовања, Паола среће Паулину, сиромашну чистачицу тоалета луксузног ресторана, која је пресликана она. Убрзо њен перфидан ум смишља сулуду идеју — жели да у замену за велики новац пошаље Паулину у кућу Брачо на годину дана, како би она то време могла да искористи за путовања са својим љубавницима. Паулина одлучно одбије ту понуду, али Паола јој подмеће наруквицу и оптужује је да ју је опљачкала, због чега несрећна девојка бива приморана да пристане на уцену. Тако се нежна и осећајна Паулина нашла пред тешким задатком. Мора да спасе фабрику Брачових од пропасти, задобије љубав деце и покуша да главу породице, баку Пиједад, одвикне од алкохола. Временом се породица навикла на њену доброту и посвећеност, Карлос Данијел се заљубљује у своју „нову“ и бољу жену, али га Паулина одбија, иако су и њој „прорадили“ лептирићи. У тренутку када њихова романса прерасте у страст, Паола се враћа, решена да заузме место које јој припада у породици.

## Ликови
- Паулина (Габи Спаник) - скромна је и једноставна девојка. Одрасла је у колиби на плажи са болесном мајком, која је цео живот крила да има још једну ћерку. Након што упадне у замку зле близнакиње, живот јој се мења из корена. Ситуације са којима ће се сусрести у породици Браћо, ојачаће је и претворити у храбру и одважну девојку.
- Паола  - прелепа је, елегантна и одлучна жена. Удала се за Карлос Данијела због богатства и статуса у друштву, уневши својим безобзирним понашањем хаос у његову породицу. Међутим, новац је убрзо почео да се „топи“, па је кренула у лов на нови, богатији плен.
- Карлос Данијел (Фернандо Колунга) - доброћудан је и поштен, али прилично наиван мушкарац. После женине смрти одлучио је да својој деци пронађе нову мајку. Приликом избора, нажалост, водио се личним емоцијама и задовољствима, због чега су Карлитос и Лисет били ускраћени за мајчинску љубав. Уласком Паулине у његов живот, Карлос ће знати шта је права љубав.
- Естефанија (Чантал Андере) - млађа је, и усвојена сестра Карлос Данијела. Иако је побожна, има предрасуде према људима због чега је пуна горчине. Мрзи Паолу, јер ју је њен муж Вили варао са њом, али и Паулину, кад заузме њено место.
- Хема (Доминика Палета) - лепа је и млада ривалка Паоле. Заљубљена у рођака Карлос Данијела, па на све начине покушава да га преотме од Паоле, а касније улази и у рат са Паулином.
- Пиједад (Либертад Ламарке) - бака је Карлос Данијела, склона алкохолу. Обожавала Паолу, зато што јој је допуштала да пије, због чега ће у почетку мрзети Паулину, која ће ипак учинити све да би је излечила од ове зависности.

## Улоге
| Глумац                | Улога                        | Опис |
| --------------------- | ---------------------------- | --- |
| Габријела Спаник      | Паулина Мартинез де Брачо    | протагониста, Паолина сестра близнакиња, Освалдова бивша девојка, била је принуђена да глуми Паолу у кући породице Брачо, заљубљена и удата за Карлоса Данијела                                                                                       |
| Габријела Спаник      | Паола Монтанер де Брачо      | антагониста, Паулинина сестра близнакиња, бивша жена Карлоса Данијела, Донатова, Алесандрова, Лусијанова, Догласова и Вилијева бивша љубавница, на крају погине у саобраћајној несрећи                                                                |
| Фернандо Колунга      | Карлос Данијел Брачо         | протагониста, власник фабрике Брачо, Пиједадин унук, Родригов брат, Естефанијин полубрат, Паолин бивши муж, Карлитосов и Лисетин отац, заљубљен и ожењен Паулином                                                                                     |
| Либертад Ламарке      | бака Пиједад Брачо           | протагониста, Карлос Данијелова и Родригова бака, Карлитосова и Лисетина прабака |
| Чантал Андере         | Естефанија Брачо де Монтеро  | негативка, касније постаје добра, Фиделинина биолошка ћерка, Карлос Данијелова и Родригова усвојена сестра, бивша Вилијева жена, не подноси Паолу и у почетку Паулину, завршава у душевној болници; у спин-офу серије се опоравља и излази из болнице |
| Артуро Пениче         | Едмундо Серано               | адвокат који је извукао Паулину из затвора, Хемин љубавник, заљубљен у Паулину |
| Хуан Пабло Гамбоа     | Гиљермо "Вили" Монтеро       | антагониста, Естефанијин бивши муж из користи, заљубљен у Вивијану, Паолин бивши љубавник, завршава у затвору због покушаја убиства Карлоса Данијела и покушаја паљења фабрике Брачо                                                                  |
| Доминика Палета       | Хема Дуран                   | негативка, Карлос Данијелова рођака, заљубљена у њега, Едмундова и Лусијанова љубавница |
| Марсело Букет         | Родриго Брачо                | директор фабрике Брачо, Карлос Данијелов брат, Пиједадин унук, Патрисијин муж |
| Џесика Хурадо         | Патрисија де Брачо           | Родригова жена, Паулинина блиска пријатељица |
| Пати Дијаз            | Лалита                       | слушкиња у кући Брачо, Паолин а касније и Паулинин курир, заљубљена у Амадора а касније и у Педра |
| Алехандро Руиз        | Леандро Гомез                | супервизор у фабрици Брачо, заљубљен у Веронику, а касније у Вивијану са којом се жени |
| Анастасија Акоста     | Вивијана Кариљо              | радница у фабрици Брачо, била је заљубљена у Вилија, касније заљубљена и удата за Леандра |
| Адријана Фонсека      | Вероника Соријано            | секретарица у фабрици Брачо, првобитно заљубљена у Карлос Данијела и Леандра, на крају заљубљена и удата за Освалда |
| Серхио Мигел          | Карлитос Брачо               | Карлос Данијелов син, Лисетин брат, Пиједадин праунук |
| Марија Соларес        | Лисет Брачо                  | Карлос Данијелова ћерка, Карлитосова сестра, Пиједадина праунука |
| Марио Симаро          | Лусијано Алкантара           | негативац, касније постаје добар, Паолин бивши љубавник, у почетку уцењивао Паулину |
| Антонио Карло         | Освалдо Ресендиз             | Паулинин бивши дечко, жени се Лурдес због новца, на крају се ожени Вероником |
| Магда Гузман          | Фиделина                     | слушкиња у породици Брачо, Естефанијина биолошка мајка |
| Нурија Бахес          | Паула Мартинез               | Паулинина и Паолина мајка, умире |
| Нињон Севиља          | Качита Сијенфуегос           | куварица у породици Брачо |
| Ђовани Анђело         | Донато де Анђели             | Италијан, сликар, Паолин бивши љубавник |
| Марија Луиса Алкала   | Филомена Тамајо              | Паулинина комшиница и пријатељица |
| Тито Гуисар           | Панчито                      | баштован у породици Брачо, Пиједадин близак пријатељ |
| Енрике Лизалде        | Алесандро Фарина             | власник коцкарнице у Монаку, Паолин бивши љубавник, остаје непокретан након саобраћајне несреће са Паолом |
| Силвија Дербез        | Исабел "Чабела" Рохас        | старица која је нашла Карлитоса када се изгубио, Сенобинија сестра |
| Силвија Каос          | Сенобија Рохас               | негативка, касније постаје добра, Исабелина сестра, завршава у затвору због тога што је тражила новац за Карлитоса, касније излази из затвора |
| Иран Еори             | Лурдес де Ресендиз           | Освалдова бивша жена, заљубљена у њега, не подноси Паулину, Зенаидина ћерка |
| Рене Муњос            | Луис Фелипе Мохарас          | Исабелин и Сенобијин пријатељ и комшија |
| Марио Карбаљидо       | Амадор                       | помоћник у полицији, забављао се са Лалитом из користи |
| Хаиме Гарса           | Командант Мерино             | инспектор у полицији |
| Азела Робинсон        | Елвира                       | негативка, медицинска сестра, Паолин саучесник, погине у саобраћајној несрећи |
| Мигел Леон            | Доглас Малдонадо             | богаташ из Куернаваке, заљубљен у Паолу која му се представљала као Ноелија, касније заљубљен у Паулину |
| Мече Барби            | Абигаил Росалес              | Вивијанина кума |
| Рафаел Амадор         | Др Галисија                  | доктор у болници |
| Мигел Корсега         | Браулио                      | Догласов батлер |
| Ребека Манрикес       | Хеновева Сармиенто "Тамалес" | Паулинина цимерка и пријатељица из затвора |
| Марикруз Нахера       | Емилиана                     | чуварка у затвору, Паулинина пријатељица |
| Анхелина Пелаес       | Рикарда                      | чуварка у затвору, не подноси Паулину |
| Умберто Елизондо      | Силвано Пиња                 | управник у затвору, заљубљен у Паулину |
| Андреа Гарсија        | Селија Алонсо                | Паулинина најбоља пријатељица |
| Сара Монтес           | Елоина                       | медицинска сестра |
| Глорија Морељ         | Доња Зенаида                 | Лурдесина мајка |
| Лаура Сапата          | Зораида Запата               | јавни тужилац |
| Емилиано Лисарага     | Педро                        | возач у породици Брачо, заљубљен у Лалиту |
| Габријела Карвахал    | Адела                        | куварица у породици Брачо |
| Рената Флорес         | Естела                       | секретарица у фабрици Брачо |
| Хектор Пара           | Хуан Монтесинос              | адвокат породице Брачо |
| Консуело Дувал        | Макрина                      | Исабелина и Сенобијина комшиница |
| Ирма Торес            | Еулалија                     | медицинска сестра у затворској амбуланти |
| Фернандо Торес Лапхам | др Фулхенсио Мендиве         | доктор у затворској амбуланти |
| Јадира Кариљо         | Ракел                        | |
| Адријана Нијето       | Беатриз                      | |
| Џесика Саласар        | Исабела                      | |
| Мелба Луна            | Доња Франсиска               | |
| Хилио Монтерде        | др Пераса                    | |
| Хавиер Херанс         | др Варела                    | |
| Оскар Морељи          | судија Кастро                | |
| Фернанда Саенз        | Адвокат Мајо                 | |
| Едуардо Луна          | Маурисио                     | |
| Клаудија Вега         | Оливија #1                   | |
| Амара Виљафуерте      | Оливија #2                   | |